# Vajuga
Vajuga (izvirno srbsko Вајуга) je naselje v Srbiji, ki upravno spada pod Občino Kladovo; slednja pa je del Borskega upravnega okraja.

## Demografija
V naselju živi 473 polnoletnih prebivalcev, pri čemer je njihova povprečna starost 46,4 let (44,0 pri moških in 48,5 pri ženskah). Naselje ima 194 gospodinjstev, pri čemer je povprečno število članov na gospodinjstvo 2,90.
Prebivalstvo je večinoma nehomogeno, a v času zadnjih treh popisov je opazno zmanjšanje števila prebivalcev.
|  |

| Demografija | Demografija     | Demografija     |
| Leto        | Št. prebivalcev | Št. prebivalcev |
| ----------- | --------------- | --------------- |
|             |                 |                 |
|             |                 |                 |
|             |                 |                 |
|             |                 |                 |
| 1948        | 870             |                 |
| 1953        | 929             |                 |
| 1961        | 931             |                 |
| 1971        | 1002            |                 |
| 1981        | 952             |                 |
| 1991        | 843             | 715             |
| 2002        | 796             | 563             |
|             |                 |                 |

| Etnična sestava po popisu iz leta 2002 | Etnična sestava po popisu iz leta 2002 | Etnična sestava po popisu iz leta 2002 | Etnična sestava po popisu iz leta 2002 | Etnična sestava po popisu iz leta 2002 |
| -------------------------------------- | -------------------------------------- | -------------------------------------- | -------------------------------------- | -------------------------------------- |
| Srbi                                   | Srbi                                   |                                        | 355                                    | 63,05%                                 |
| Romuni                                 | Romuni                                 |                                        | 11                                     | 1,95%                                  |
| Jugoslovani                            | Jugoslovani                            |                                        | 3                                      | 0,53%                                  |
| Vlahi                                  | Vlahi                                  |                                        | 2                                      | 0,35%                                  |
| Neznano                                | Neznano                                |                                        | 55                                     | 9,76%                                  |